# Afrotyphlops steinhausi
Espèce
Synonymes
- Typhlops steinhausi Werner, 1909
- Typhlops batesii Boulenger, 1911

Afrotyphlops steinhausi est une espèce de serpents de la famille des Typhlopidae. 

## Répartition
Cette espèce se rencontre :
- dans le Sud du Nigeria ;
- dans le Sud du Cameroun ;
- dans le sud-est de la République centrafricaine ;
- dans le nord de la République démocratique du Congo ;
- en République du Congo.

## Description
L'holotype de Afrotyphlops steinhausi mesure 325 mm et dont le diamètre est de 8 mm.

## Étymologie
Cette espèce est nommée en l'honneur de Carl Otto Steinhaus (1870-1919).

## Publication originale
- Werner, 1909 : Über neue oder seltene Reptilien des Naturhistorischen Museums in Hamburg. Jahrbuch der hamburgischen Wissenschaftlichen Anstalten, vol. 26, p. 205-247 (texte intégral).